# 에듀케이션 (영화)
"에듀케이션"은 2020년에 개봉한 대한민국의 영화이다.

## 캐스팅
- 문혜인 : 성희 역
- 김준형 : 현목 역
- 송영숙 : 현목 엄마 역
- 신선해 : 은진 역
- 홍지석 : 박 코디 역
- 한명희 : 야학 교사 역
- 박정숙 : 야학 주임 역
- 김명학 : 야학 학생 역
- 최영은 : 야학 학생 역
- 이상우 : 야학 학생 역
- 홍성훈 : 야학 학생 역
- 문애린 : 야학 학생 역
- 박경석 : 야학 학생 역
- 이수윤 : 야학 수업 보조 역
- 윤민진 : 야학 수업 보조 역
- 정종헌 : 야학 수업 보조 역
- 박현진 : 야학 상근자 역
- 김다정 : 물리치료사 역
- 권기하 : 알바생 역
- 조새연 : 알바생 역
- 김휘규 : 알바생 역
- 정대진 : 마트 사장 역
- 오준혁 : 택시기사 역

## 같이 보기
- 2020년 대한민국의 영화 목록

## 수상
- 2019년 제24회 부산국제영화제 수상 올해의 배우상 (문혜인, 김준형)
- 2019년 제45회 서울독립영화제 후보 경쟁부문 - 장편
- 2020년 제8회 무주산골영화제 수상 영화평론가상 (김덕중)
- 2021년 제8회 들꽃영화상 후보 신인배우상